# Fariabe
Fariabe (em persa: فارياب; romaniz.: Faryab) é uma província do Afeganistão com capital em Meimané. Segundo censo de 2019, havia 1 089 228 habitantes. Tem área de 20 798 quilômetros quadrados.